# Metropolitana di Ekaterinburg
La metropolitana di Ekaterinburg (in russo Екатеринбу́ргский Метрополите́н?) è il sistema di trasporto rapido che serve la città di Ekaterinburg, in Russia.

## Storia
Ekaterinburg è sempre stata conosciuta come capitale informale degli Urali, divisione naturale tra l'Europa e l'Asia, tra la Siberia e la Russia europea. La città è cresciuta molto rapidamente perché è stata un importante centro industriale e un centro di interscambio per i trasporti. I progetti per la costruzione di un sistema rapido di trasporto sono iniziati nei tardi anni settanta, e la costruzione è iniziata nel 1980.
La particolare conformazione della città, con un centro particolarmente denso, ha contribuito alla costruzione di stazioni sia in profondità che in superficie. Il 26 aprile 1991 fu aperta al pubblico come sesta metropolitana della Russia e tredicesima e ultima delle metropolitane dell'Unione Sovietica, che cessò di esistere solo pochi mesi dopo. Le crisi economiche dei primi anni novanta si abbatterono pesantemente sulla metropolitana e il primo tratto aperto comprese quindi solo tre stazioni. In seguito, il presidente russo Boris El'cin fornì fondi per completare la costruzione ormai iniziata e dal 1995 la rete ha raddoppiato la sua lunghezza (la metropolitana della città è stata finanziata probabilmente perché Ekaterinburg era la città natale del Presidente). Da allora, la rete è stata incrementata solo una volta.

### Cronologia
| Tratta                                  | Data di apertura |
| --------------------------------------- | ---------------- |
| Prospekt Kosmonavtov - Mašinostroitelej | 26 aprile 1991   |
| Mašinostroitelej - Ural'skaja           | 22 dicembre 1992 |
| Ural'skaya - Ploščad' 1905 goda         | 22 dicembre 1994 |
| Ploščad' 1905 goda - Geologičeskaja     | 30 dicembre 2002 |
| Geologičeskaja - Botaničeskaja          | 28 novembre 2011 |

## Caratteristiche
La metropolitana segue la tipica architettura sovietica, che quando sarà completata formerà un triangolo di tre linee che si incontreranno nel centro cittadino. Attualmente, le sette stazioni comprendono 8,6 km di binari e sono divise tra stazioni in profondità (a circa 40 metri di profondità) e stazioni a bassa profondità (a massimo 10 metri di profondità). Come tutte le metropolitane ex-sovietiche, le stazioni sono molto decorate, anche se le difficoltà economiche hanno impedito il compimento dei progetti originari. 
La velocita di percorrenza media di questa metropolitana è di 49,16 km/h, con picchi fino ad 80 km/h.
La metropolitana è servita da un deposito, Kalinovskoye, e da 56 carrozze. Annualmente vengono trasportate circa 42 milioni di persone.

## Progetti

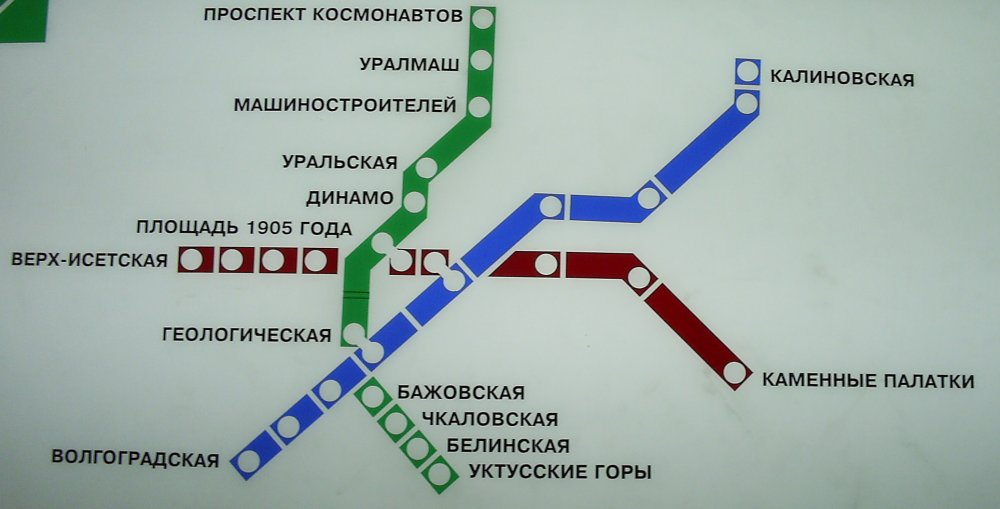
Mappa della metropolitana di Ekaterinburg dopo le aperture delle nuove stazioni

È attualmente in costruzione la stazione Bažovskaja.